# Juan José Camacho
Juan José Camacho Barnola (Zaragoza, 2 augustus 1980), voetbalnaam Juanjo Camacho, is een Spaanse voetballer. Hij speelt als middenvelder bij SD Huesca. De jongere broer van Juanjo Camacho, Ignacio Camacho, speelt bij Málaga CF.
Juanjo Camacho begon als voetballer in de jeugd bij Real Zaragoza. Van 1998 tot 2000 speelde hij voor het tweede elftal. Na seizoenen bij Recreativo Huelva (2000-2001) en Real Madrid Castilla (2001-2002) stond Juanjo Camacho van 2002 tot 2004 onder contract bij het Schotse Livingston FC, waarvoor de middenvelder in twee seizoenen dertig wedstrijden (vier doelpunten) in de Scottish Premier League speelde. In 2004 keerde Juanjo Camacho terug bij Real Zaragoza. Hij debuteerde in de Primera División tegen Racing de Santander en de middenvelder kwam in het seizoen 2004/2005 uiteindelijk tot slechts vijf competitiewedstrijden. In 2005 vertrok Juanjo Camacho naar UE Lleida, waar hij ook maar weinig speelde. Sinds 2006 staat de middenvelder onder contract bij SD Huesca. 	